# Élections législatives de 2017 dans l'Isère
Les élections législatives de 2017 dans l'Isère se déroulent les 11 et 18 juin 2017. Dans le département de l'Isère, dix députés sont à élire dans le cadre de dix circonscriptions.

## Élus
| Circonscription                                 | Député sortant         | Parti | Parti | Député élu ou réélu          | Parti | Parti |
| ----------------------------------------------- | ---------------------- | ----- | ----- | ---------------------------- | ----- | ----- |
| 1re                                             | Geneviève Fioraso*     |       | PS    | Olivier Véran                |       | REM   |
| 2e                                              | Michel Issindou*       |       | PS    | Jean-Charles Colas-Roy       |       | REM   |
| 3e                                              | Michel Destot          |       | PS    | Émilie Chalas                |       | REM   |
| 4e                                              | Marie-Noëlle Battistel |       | PS    | Marie-Noëlle Battistel       |       | PS    |
| 5e                                              | Pierre Ribeaud*        |       | PS    | Catherine Kamowski           |       | REM   |
| 6e                                              | Alain Moyne-Bressand   |       | LR    | Cendra Motin                 |       | REM   |
| 7e                                              | Jean-Pierre Barbier*   |       | LR    | Monique Limon                |       | REM   |
| 8e                                              | Erwann Binet           |       | PS    | Caroline Abadie              |       | REM   |
| 9e                                              | Michèle Bonneton*      |       | EELV  | Élodie Jacquier-Laforge      |       | MoDem |
| 10e                                             | Joëlle Huillier        |       | PS    | Marjolaine Meynier-Millefert |       | REM   |
| * député sortant ne se représentant pas en 2017 |                        |       |       |                              |       |       |

## Rappel des résultats départementaux des élections de 2012
| Parti          | Parti                                            | Premier tour | Premier tour | Second tour | Second tour | Sièges |  |
| Parti          | Parti                                            | Voix         | %            | Voix        | %           | Sièges |  |
| -------------- | ------------------------------------------------ | ------------ | ------------ | ----------- | ----------- | ------ |  |
|                | Parti socialiste                                 | 158 203      | 33,41        | 215 861     | 49,2        | 7      |  |
|                | Europe Écologie Les Verts                        | 37 911       | 8,01         | 27 187      | 6,2         | 1      |  |
|                | Divers gauche dont MRC                           | 1 049        | 0,22         |             |             | 0      |  |
|                | Majorité présidentielle                          | 197 163      | 41,64        | 243 048     | 55,39       | 8      |  |
|                |                                                  |              |              |             |             |        |  |
|                | Union pour un mouvement populaire                | 127 215      | 26,87        | 195 728     | 44,6        | 2      |  |
|                | Divers droite dont DLR, PCD                      | 15 567       | 3,29         |             |             | 0      |  |
|                | Nouveau centre                                   | 4 114        | 0,87         | 0           |             |        |  |
|                | Parti radical                                    | 688          | 0,15         | 0           |             |        |  |
|                | Droite parlementaire                             | 147 584      | 31,17        | 195 728     | 44,61       | 0      |  |
|                |                                                  |              |              |             |             |        |  |
|                | Front national                                   | 75 710       | 15,99        |             |             | 0      |  |
|                | Front de gauche                                  | 35 003       | 7,39         | 0           |             |        |  |
|                | Divers écologiste dont LT-LNÉ, MÉI, AÉI et Cap21 | 7 040        | 1,49         | 0           |             |        |  |
|                | Mouvement démocrate                              | 5 078        | 1,07         | 0           |             |        |  |
|                | Extrême gauche dont LO, NPA et POI               | 4 559        | 0,96         | 0           |             |        |  |
|                | Divers                                           | 1 356        | 0,29         | 0           |             |        |  |
|                |                                                  |              |              |             |             |        |  |
| Inscrits       | Inscrits                                         | 821 097      | 100,00       | 821 196     | 100,00      | 10     |  |
| Abstentions    | Abstentions                                      | 341 903      | 41,64        | 369 375     | 44,98       |        |  |
| Votants        | Votants                                          | 479 194      | 58,36        | 451 821     | 55,02       |        |  |
| Blancs et nuls | Blancs et nuls                                   | 5 701        | 1,19         | 13 045      | 2,89        |        |  |
| Exprimés       | Exprimés                                         | 473 493      | 98,81        | 438 776     | 97,11       |        |  |

## Résultats
Le 19 mai 2017, la liste des candidat(e)s est annoncée par la préfecture de l'Isère. 122 personnes se portent candidats sur les 10 circonscriptions. 

### Résultats à l'échelle du département
|                                           |                                      |                           |                           |                          |                          |  |
|                                           |                                      | Premier tour 11 juin 2017 | Premier tour 11 juin 2017 | Second tour 18 juin 2017 | Second tour 18 juin 2017 |  |
|                                           |                                      |                           |                           |                          |                          |  |
|                                           |                                      | Nombre                    | % des inscrits            | Nombre                   | % des inscrits           |  |
| Inscrits                                  | Inscrits                             | 856 815                   | 100,00                    | 856 668                  | 100,00                   |  |
| Abstentions                               | Abstentions                          | 436 681                   | 50,97                     | 501 648                  | 58,56                    |  |
| Votants                                   | Votants                              | 420 134                   | 49,03                     | 355 020                  | 41,44                    |  |
|                                           |                                      |                           | % des votants             |                          | % des votants            |  |
| Bulletins blancs                          | Bulletins blancs                     | 5 025                     | 1,20                      | 27 715                   | 7,81                     |  |
| Bulletins nuls                            | Bulletins nuls                       | 3 087                     | 0,73                      | 8 436                    | 2,38                     |  |
| Suffrages exprimés                        | Suffrages exprimés                   | 412 022                   | 98,07                     | 318 869                  | 89,82                    |  |
|                                           |                                      |                           |                           |                          |                          |  |
| Étiquette politique                       | Étiquette politique                  | Voix                      | % des exprimés            | Voix                     | % des exprimés           |  |
|                                           |                                      |                           |                           |                          |                          |  |
|                                           | La République en marche              | 134 740                   | 32,70                     | 171 790                  | 53,87                    |  |
|                                           | Front national                       | 60 456                    | 14,67                     | 44 614                   | 13,99                    |  |
|                                           | Les Républicains                     | 56 382                    | 13,68                     | 42 056                   | 13,19                    |  |
|                                           | La France insoumise                  | 48 946                    | 11,88                     | 10 232                   | 3,21                     |  |
|                                           | Parti socialiste                     | 29 057                    | 7,05                      | 18 755                   | 5,88                     |  |
|                                           | Écologiste                           | 28 439                    | 6,90                      |                          |                          |  |
|                                           | Mouvement démocrate                  | 18 427                    | 4,47                      | 20 544                   | 6,44                     |  |
|                                           | Parti communiste français            | 8 663                     | 2,10                      |                          |                          |  |
|                                           | Union des démocrates et indépendants | 8 067                     | 1,96                      | 10 878                   | 3,41                     |  |
|                                           | Debout la France                     | 5 636                     | 1,37                      |                          |                          |  |
|                                           | Extrême gauche                       | 3 672                     | 0,89                      |                          |                          |  |
|                                           | Divers                               | 3 653                     | 0,89                      |                          |                          |  |
|                                           | Divers gauche                        | 3 130                     | 0,76                      |                          |                          |  |
|                                           | Parti radical de gauche              | 1 797                     | 0,44                      |                          |                          |  |
|                                           | Divers droite                        | 523                       | 0,13                      |                          |                          |  |
|                                           | Extrême droite                       | 434                       | 0,11                      |                          |                          |  |
| Source : Ministère de l'Intérieur - Isère |                                      |                           |                           |                          |                          |  |

### Résultats par circonscription

#### Première circonscription
Député sortant : Geneviève Fioraso (Parti socialiste).
|                                                                         |                                                                                        |                           |                           |                          |                          |
|                                                                         |                                                                                        | Premier tour 11 juin 2017 | Premier tour 11 juin 2017 | Second tour 18 juin 2017 | Second tour 18 juin 2017 |
|                                                                         |                                                                                        |                           |                           |                          |                          |
|                                                                         |                                                                                        | Nombre                    | % des inscrits            | Nombre                   | % des inscrits           |
| Inscrits                                                                | Inscrits                                                                               | 83 182                    | 100,00                    | 83 180                   | 100,00                   |
| Abstentions                                                             | Abstentions                                                                            | 36 942                    | 44,41                     | 45 163                   | 54,30                    |
| Votants                                                                 | Votants                                                                                | 46 240                    | 55,59                     | 38 017                   | 45,70                    |
|                                                                         |                                                                                        |                           | % des votants             |                          | % des votants            |
| Bulletins blancs                                                        | Bulletins blancs                                                                       | 448                       | 0,97                      | 3 225                    | 8,48                     |
| Bulletins nuls                                                          | Bulletins nuls                                                                         | 94                        | 0,20                      | 702                      | 1,85                     |
| Suffrages exprimés                                                      | Suffrages exprimés                                                                     | 45 698                    | 98,83                     | 34 090                   | 89,67                    |
|                                                                         |                                                                                        |                           |                           |                          |                          |
| Candidat Étiquette politique (partis et alliances)                      | Candidat Étiquette politique (partis et alliances)                                     | Voix                      | % des exprimés            | Voix                     | % des exprimés           |
|                                                                         |                                                                                        |                           |                           |                          |                          |
|                                                                         | Olivier Véran La République en marche                                                  | 21 572                    | 47,21                     | 23 212                   | 68,09                    |
|                                                                         | Jean-Damien Mermillod-Blondin Union des démocrates et indépendants (Les Républicains)  | 8 067                     | 17,65                     | 10 878                   | 31,91                    |
|                                                                         | Elsa Régis La France insoumise                                                         | 4 795                     | 10,49                     |                          |                          |
|                                                                         | Nicolas Kada Europe Écologie Les Verts                                                 | 4 132                     | 9,04                      |                          |                          |
|                                                                         | Marie de Kervéréguin Front national                                                    | 2 868                     | 6,28                      |                          |                          |
|                                                                         | Éric Grasset Parti radical de gauche (Génération écologie - Parti socialiste)          | 1 797                     | 3,93                      |                          |                          |
|                                                                         | Nathalie Veyret Parti communiste français                                              | 664                       | 1,45                      |                          |                          |
|                                                                         | Lautaro Labrin Divers gauche (Régions et peuples solidaires)                           | 340                       | 0,74                      |                          |                          |
|                                                                         | Séverine Friol Divers (Union populaire républicaine)                                   | 238                       | 0,52                      |                          |                          |
|                                                                         | Marianne Prévost Extrême gauche (Nouveau Parti anticapitaliste)                        | 237                       | 0,52                      |                          |                          |
|                                                                         | Annick Clavier Divers gauche (Parti pour la décroissance)                              | 234                       | 0,51                      |                          |                          |
|                                                                         | Youssef Essabity Divers gauche (Action pour le peuple dans l'équité au niveau local !) | 212                       | 0,46                      |                          |                          |
|                                                                         | Frédéric Balcerzak Divers (#MaVoix)                                                    | 203                       | 0,44                      |                          |                          |
|                                                                         | Rémi Adam Lutte ouvrière                                                               | 197                       | 0,43                      |                          |                          |
|                                                                         | Bernard Zamora Écologiste (Mouvement 100 %)                                            | 142                       | 0,31                      |                          |                          |
| Source : Ministère de l'Intérieur - Première circonscription de l'Isère |                                                                                        |                           |                           |                          |                          |

#### Deuxième circonscription
Député sortant : Michel Issindou (Parti socialiste).
|                                                                         |                                                                         |                           |                           |                          |                          |
|                                                                         |                                                                         | Premier tour 11 juin 2017 | Premier tour 11 juin 2017 | Second tour 18 juin 2017 | Second tour 18 juin 2017 |
|                                                                         |                                                                         |                           |                           |                          |                          |
|                                                                         |                                                                         | Nombre                    | % des inscrits            | Nombre                   | % des inscrits           |
| Inscrits                                                                | Inscrits                                                                | 77 426                    | 100,00                    | 77 428                   | 100,00                   |
| Abstentions                                                             | Abstentions                                                             | 41 682                    | 53,83                     | 47 273                   | 61,06                    |
| Votants                                                                 | Votants                                                                 | 35 744                    | 46,17                     | 30 155                   | 38,94                    |
|                                                                         |                                                                         |                           | % des votants             |                          | % des votants            |
| Bulletins blancs                                                        | Bulletins blancs                                                        | 436                       | 1,22                      | 2 577                    | 8,55                     |
| Bulletins nuls                                                          | Bulletins nuls                                                          | 143                       | 0,40                      | 678                      | 2,25                     |
| Suffrages exprimés                                                      | Suffrages exprimés                                                      | 35 165                    | 98,38                     | 26 900                   | 89,21                    |
|                                                                         |                                                                         |                           |                           |                          |                          |
| Candidat Étiquette politique (partis et alliances)                      | Candidat Étiquette politique (partis et alliances)                      | Voix                      | % des exprimés            | Voix                     | % des exprimés           |
|                                                                         |                                                                         |                           |                           |                          |                          |
|                                                                         | Jean-Charles Colas-Roy La République en marche (Mouvement démocrate)    | 13 927                    | 39,60                     | 19 785                   | 73,55                    |
|                                                                         | Alexis Jolly Front national                                             | 4 426                     | 12,59                     | 7 115                    | 26,45                    |
|                                                                         | Taha Bouhafs La France insoumise                                        | 3 911                     | 11,12                     |                          |                          |
|                                                                         | David Queiros Parti communiste français                                 | 3 675                     | 10,45                     |                          |                          |
|                                                                         | Magalie Vicente Les Républicains (Union des démocrates et indépendants) | 3 031                     | 8,62                      |                          |                          |
|                                                                         | Pierre Verri Parti socialiste                                           | 2 362                     | 6,72                      |                          |                          |
|                                                                         | Élisabeth Letz Europe Écologie Les Verts                                | 1 144                     | 3,25                      |                          |                          |
|                                                                         | Bruno Lafeuille Debout la France                                        | 602                       | 1,71                      |                          |                          |
|                                                                         | Jean-Jacques Tournon Écologiste (Alliance écologiste indépendante)      | 395                       | 1,12                      |                          |                          |
|                                                                         | Liesse El Habbas Divers                                                 | 376                       | 1,07                      |                          |                          |
|                                                                         | Asra Wassfi Divers droite                                               | 329                       | 0,94                      |                          |                          |
|                                                                         | Chantal Gomez Lutte ouvrière                                            | 325                       | 0,92                      |                          |                          |
|                                                                         | Hervé Perez Divers (Union populaire républicaine)                       | 261                       | 0,74                      |                          |                          |
|                                                                         | Philippe Charlot Écologiste (Union des démocrates et des écologistes)   | 201                       | 0,57                      |                          |                          |
|                                                                         | Alexandre Gabriac Extrême droite (Civitas)                              | 200                       | 0,57                      |                          |                          |
| Source : Ministère de l'Intérieur - Deuxième circonscription de l'Isère |                                                                         |                           |                           |                          |                          |

#### Troisième circonscription
Député sortant : Michel Destot (Parti socialiste).
|                                                                          |                                                                                                 |                           |                           |                          |                          |
|                                                                          |                                                                                                 | Premier tour 11 juin 2017 | Premier tour 11 juin 2017 | Second tour 18 juin 2017 | Second tour 18 juin 2017 |
|                                                                          |                                                                                                 |                           |                           |                          |                          |
|                                                                          |                                                                                                 | Nombre                    | % des inscrits            | Nombre                   | % des inscrits           |
| Inscrits                                                                 | Inscrits                                                                                        | 59 780                    | 100,00                    | 59 776                   | 100,00                   |
| Abstentions                                                              | Abstentions                                                                                     | 31 943                    | 53,43                     | 35 882                   | 60,03                    |
| Votants                                                                  | Votants                                                                                         | 27 837                    | 46,57                     | 23 894                   | 39,97                    |
|                                                                          |                                                                                                 |                           | % des votants             |                          | % des votants            |
| Bulletins blancs                                                         | Bulletins blancs                                                                                | 263                       | 0,94                      | 1 181                    | 4,94                     |
| Bulletins nuls                                                           | Bulletins nuls                                                                                  | 102                       | 0,37                      | 467                      | 1,95                     |
| Suffrages exprimés                                                       | Suffrages exprimés                                                                              | 27 472                    | 98,69                     | 22 246                   | 93,10                    |
|                                                                          |                                                                                                 |                           |                           |                          |                          |
| Candidat Étiquette politique (partis et alliances)                       | Candidat Étiquette politique (partis et alliances)                                              | Voix                      | % des exprimés            | Voix                     | % des exprimés           |
|                                                                          |                                                                                                 |                           |                           |                          |                          |
|                                                                          | Émilie Chalas La République en marche                                                           | 9 940                     | 36,18                     | 12 014                   | 54,01                    |
|                                                                          | Raphaël Briot La France insoumise                                                               | 4 040                     | 14,71                     | 10 232                   | 45,99                    |
|                                                                          | Soukaïna Larabi Europe Écologie Les Verts                                                       | 3 091                     | 11,25                     |                          |                          |
|                                                                          | Michel Destot (député sortant) Parti socialiste (Parti radical de gauche - Génération écologie) | 2 755                     | 10,03                     |                          |                          |
|                                                                          | Béatrix Bolvin Front national                                                                   | 2 633                     | 9,58                      |                          |                          |
|                                                                          | Élodie Léger Les Républicains (Union des démocrates et indépendants)                            | 2 389                     | 8,70                      |                          |                          |
|                                                                          | Jean-Paul Trovero Parti communiste français                                                     | 953                       | 3,47                      |                          |                          |
|                                                                          | Alain Bonnet Debout la France                                                                   | 422                       | 1,54                      |                          |                          |
|                                                                          | Josiane Hirel Écologiste (Confédération pour l'homme, l'animal et la planète)                   | 401                       | 1,46                      |                          |                          |
|                                                                          | Patrick de Verdière Divers gauche (La Relève citoyenne)                                         | 241                       | 0,88                      |                          |                          |
|                                                                          | Paul Baron Divers (Union populaire républicaine)                                                | 239                       | 0,87                      |                          |                          |
|                                                                          | Catherine Brun Lutte ouvrière                                                                   | 203                       | 0,74                      |                          |                          |
|                                                                          | Yazid Bensalem Divers gauche (Action pour le peuple dans l'équité au niveau local !)            | 88                        | 0,32                      |                          |                          |
|                                                                          | Abdelkader Benyoub Divers gauche                                                                | 77                        | 0,28                      |                          |                          |
| Source : Ministère de l'Intérieur - Troisième circonscription de l'Isère |                                                                                                 |                           |                           |                          |                          |

#### Quatrième circonscription
Député sortant : Marie-Noëlle Battistel (Parti socialiste).
|                                                                          |                                                                               |                           |                           |                          |                          |
|                                                                          |                                                                               | Premier tour 11 juin 2017 | Premier tour 11 juin 2017 | Second tour 18 juin 2017 | Second tour 18 juin 2017 |
|                                                                          |                                                                               |                           |                           |                          |                          |
|                                                                          |                                                                               | Nombre                    | % des inscrits            | Nombre                   | % des inscrits           |
| Inscrits                                                                 | Inscrits                                                                      | 89 773                    | 100,00                    | 89 757                   | 100,00                   |
| Abstentions                                                              | Abstentions                                                                   | 44 837                    | 49,94                     | 51 523                   | 57,40                    |
| Votants                                                                  | Votants                                                                       | 44 936                    | 50,06                     | 38 234                   | 42,60                    |
|                                                                          |                                                                               |                           | % des votants             |                          | % des votants            |
| Bulletins blancs                                                         | Bulletins blancs                                                              | 487                       | 1,08                      | 2 401                    | 6,28                     |
| Bulletins nuls                                                           | Bulletins nuls                                                                | 179                       | 0,40                      | 1 108                    | 2,90                     |
| Suffrages exprimés                                                       | Suffrages exprimés                                                            | 44 270                    | 98,52                     | 34 725                   | 90,82                    |
|                                                                          |                                                                               |                           |                           |                          |                          |
| Candidat Étiquette politique (partis et alliances)                       | Candidat Étiquette politique (partis et alliances)                            | Voix                      | % des exprimés            | Voix                     | % des exprimés           |
|                                                                          |                                                                               |                           |                           |                          |                          |
|                                                                          | Fabrice Hugelé La République en marche (Mouvement démocrate)                  | 14 754                    | 33,33                     | 15 970                   | 45,99                    |
|                                                                          | Marie-Noëlle Battistel (députée sortante) Parti socialiste                    | 8 552                     | 19,32                     | 18 755                   | 54,01                    |
|                                                                          | Sandrine Martin-Grand Les Républicains (Union des démocrates et indépendants) | 6 187                     | 13,98                     |                          |                          |
|                                                                          | Sandrine Pimont Front national                                                | 5 349                     | 12,08                     |                          |                          |
|                                                                          | Laurent Viallard La France insoumise                                          | 4 887                     | 11,04                     |                          |                          |
|                                                                          | Henry Tidy Europe Écologie Les Verts                                          | 2 055                     | 4,64                      |                          |                          |
|                                                                          | Myriam Martin Parti communiste français                                       | 909                       | 2,05                      |                          |                          |
|                                                                          | Sara Seys Debout la France                                                    | 647                       | 1,46                      |                          |                          |
|                                                                          | Françoise Colinet Divers (Union populaire républicaine)                       | 351                       | 0,79                      |                          |                          |
|                                                                          | Jean-Alain Ziegler Lutte ouvrière                                             | 281                       | 0,63                      |                          |                          |
|                                                                          | Jacqueline Niccolini-Darmet Divers droite (Parti chrétien-démocrate)          | 194                       | 0,44                      |                          |                          |
|                                                                          | Yves Gérin-Mombrun Extrême gauche (Parti ouvrier indépendant démocratique)    | 104                       | 0,23                      |                          |                          |
|                                                                          | Bernard Augier Divers                                                         | 0                         | 0,00                      |                          |                          |
| Source : Ministère de l'Intérieur - Quatrième circonscription de l'Isère |                                                                               |                           |                           |                          |                          |

#### Cinquième circonscription
Député sortant : Pierre Ribeaud (Parti socialiste).
|                                                                          |                                                                                     |                           |                           |                          |                          |
|                                                                          |                                                                                     | Premier tour 11 juin 2017 | Premier tour 11 juin 2017 | Second tour 18 juin 2017 | Second tour 18 juin 2017 |
|                                                                          |                                                                                     |                           |                           |                          |                          |
|                                                                          |                                                                                     | Nombre                    | % des inscrits            | Nombre                   | % des inscrits           |
| Inscrits                                                                 | Inscrits                                                                            | 102 300                   | 100,00                    | 102 304                  | 100,00                   |
| Abstentions                                                              | Abstentions                                                                         | 50 011                    | 48,89                     | 60 816                   | 59,45                    |
| Votants                                                                  | Votants                                                                             | 52 289                    | 51,11                     | 41 488                   | 40,55                    |
|                                                                          |                                                                                     |                           | % des votants             |                          | % des votants            |
| Bulletins blancs                                                         | Bulletins blancs                                                                    | 561                       | 1,07                      | 4 052                    | 9,77                     |
| Bulletins nuls                                                           | Bulletins nuls                                                                      | 180                       | 0,34                      | 1 254                    | 3,02                     |
| Suffrages exprimés                                                       | Suffrages exprimés                                                                  | 51 548                    | 98,58                     | 36 182                   | 87,21                    |
|                                                                          |                                                                                     |                           |                           |                          |                          |
| Candidat Étiquette politique (partis et alliances)                       | Candidat Étiquette politique (partis et alliances)                                  | Voix                      | % des exprimés            | Voix                     | % des exprimés           |
|                                                                          |                                                                                     |                           |                           |                          |                          |
|                                                                          | Catherine Kamowski La République en marche (Mouvement démocrate)                    | 20 917                    | 40,58                     | 24 136                   | 66,71                    |
|                                                                          | Philippe Langenieux-Villard Les Républicains (Union des démocrates et indépendants) | 7 023                     | 13,62                     | 12 046                   | 33,29                    |
|                                                                          | Patrice Brun La France insoumise                                                    | 6 833                     | 13,26                     |                          |                          |
|                                                                          | Muriel Burgaz Front national                                                        | 6 078                     | 11,79                     |                          |                          |
|                                                                          | Éliane Giraud Parti socialiste                                                      | 3 807                     | 7,39                      |                          |                          |
|                                                                          | Gaël Roustan Europe Écologie Les Verts                                              | 3 688                     | 7,15                      |                          |                          |
|                                                                          | Sylvie Guinand Parti communiste français                                            | 1 056                     | 2,05                      |                          |                          |
|                                                                          | Ludovic Blanco Debout la France                                                     | 787                       | 1,53                      |                          |                          |
|                                                                          | Azzédine Chared Écologiste (Mouvement 100 %)                                        | 405                       | 0,79                      |                          |                          |
|                                                                          | Valérie Chénard Divers (Union populaire républicaine)                               | 382                       | 0,74                      |                          |                          |
|                                                                          | Christine Tulipe Lutte ouvrière                                                     | 294                       | 0,57                      |                          |                          |
|                                                                          | Alice Pelletier Extrême gauche (Nouveau Parti anticapitaliste)                      | 278                       | 0,54                      |                          |                          |
| Source : Ministère de l'Intérieur - Cinquième circonscription de l'Isère |                                                                                     |                           |                           |                          |                          |

#### Sixième circonscription
Député sortant : Alain Moyne-Bressand (Les Républicains).
|                                                                        |                                                                                               |                           |                           |                          |                          |
|                                                                        |                                                                                               | Premier tour 11 juin 2017 | Premier tour 11 juin 2017 | Second tour 18 juin 2017 | Second tour 18 juin 2017 |
|                                                                        |                                                                                               |                           |                           |                          |                          |
|                                                                        |                                                                                               | Nombre                    | % des inscrits            | Nombre                   | % des inscrits           |
| Inscrits                                                               | Inscrits                                                                                      | 83 270                    | 100,00                    | 83 266                   | 100,00                   |
| Abstentions                                                            | Abstentions                                                                                   | 44 152                    | 53,02                     | 47 480                   | 57,02                    |
| Votants                                                                | Votants                                                                                       | 39 118                    | 46,98                     | 35 786                   | 42,98                    |
|                                                                        |                                                                                               |                           | % des votants             |                          | % des votants            |
| Bulletins blancs                                                       | Bulletins blancs                                                                              | 396                       | 1,01                      | 1 702                    | 4,76                     |
| Bulletins nuls                                                         | Bulletins nuls                                                                                | 149                       | 0,38                      | 578                      | 1,62                     |
| Suffrages exprimés                                                     | Suffrages exprimés                                                                            | 38 573                    | 98,61                     | 33 506                   | 93,63                    |
|                                                                        |                                                                                               |                           |                           |                          |                          |
| Candidat Étiquette politique (partis et alliances)                     | Candidat Étiquette politique (partis et alliances)                                            | Voix                      | % des exprimés            | Voix                     | % des exprimés           |
|                                                                        |                                                                                               |                           |                           |                          |                          |
|                                                                        | Cendra Motin La République en marche (Mouvement démocrate)                                    | 12 499                    | 32,40                     | 18 484                   | 55,17                    |
|                                                                        | Gérard Dézempte Front national (Debout la France)                                             | 10 260                    | 26,60                     | 15 022                   | 44,83                    |
|                                                                        | Alain Moyne-Bressand (député sortant) Les Républicains (Union des démocrates et indépendants) | 6 966                     | 18,06                     |                          |                          |
|                                                                        | Michael Aydin La France insoumise                                                             | 3 837                     | 9,95                      |                          |                          |
|                                                                        | Alexandre Bolleau Parti socialiste                                                            | 2 401                     | 6,22                      |                          |                          |
|                                                                        | Cécile Viallon Europe Écologie Les Verts                                                      | 767                       | 1,99                      |                          |                          |
|                                                                        | Frédérique Penavaire Parti communiste français                                                | 612                       | 1,59                      |                          |                          |
|                                                                        | Bruno Liénard Écologiste (Confédération pour l'homme, l'animal et la planète)                 | 494                       | 1,28                      |                          |                          |
|                                                                        | Isabelle Sadeski Écologiste (Mouvement 100 %)                                                 | 272                       | 0,71                      |                          |                          |
|                                                                        | Jean-Baptiste Weber Divers (Union populaire républicaine)                                     | 240                       | 0,62                      |                          |                          |
|                                                                        | Denise Gomez Lutte ouvrière                                                                   | 225                       | 0,58                      |                          |                          |
| Source : Ministère de l'Intérieur - Sixième circonscription de l'Isère |                                                                                               |                           |                           |                          |                          |

#### Septième circonscription
Député sortant : Jean-Pierre Barbier (Les Républicains).
|                                                                         |                                                                        |                           |                           |                          |                          |
|                                                                         |                                                                        | Premier tour 11 juin 2017 | Premier tour 11 juin 2017 | Second tour 18 juin 2017 | Second tour 18 juin 2017 |
|                                                                         |                                                                        |                           |                           |                          |                          |
|                                                                         |                                                                        | Nombre                    | % des inscrits            | Nombre                   | % des inscrits           |
| Inscrits                                                                | Inscrits                                                               | 91 422                    | 100,00                    | 91 447                   | 100,00                   |
| Abstentions                                                             | Abstentions                                                            | 46 430                    | 50,79                     | 52 877                   | 57,82                    |
| Votants                                                                 | Votants                                                                | 44 992                    | 49,21                     | 38 570                   | 42,18                    |
|                                                                         |                                                                        |                           | % des votants             |                          | % des votants            |
| Bulletins blancs                                                        | Bulletins blancs                                                       | 718                       | 1,60                      | 3 359                    | 8,71                     |
| Bulletins nuls                                                          | Bulletins nuls                                                         | 232                       | 0,52                      | 1 039                    | 2,69                     |
| Suffrages exprimés                                                      | Suffrages exprimés                                                     | 44 042                    | 97,89                     | 34 172                   | 88,58                    |
|                                                                         |                                                                        |                           |                           |                          |                          |
| Candidat Étiquette politique (partis et alliances)                      | Candidat Étiquette politique (partis et alliances)                     | Voix                      | % des exprimés            | Voix                     | % des exprimés           |
|                                                                         |                                                                        |                           |                           |                          |                          |
|                                                                         | Monique Limon La République en marche (Mouvement démocrate)            | 15 050                    | 34,17                     | 17 716                   | 51,84                    |
|                                                                         | Yannick Neuder Les Républicains (Union des démocrates et indépendants) | 9 958                     | 22,61                     | 16 456                   | 48,16                    |
|                                                                         | Pierre Delacroix Front national                                        | 8 050                     | 18,28                     |                          |                          |
|                                                                         | Valérie Bono La France insoumise                                       | 5 760                     | 13,08                     |                          |                          |
|                                                                         | Nadine Reux Europe Écologie Les Verts                                  | 1 847                     | 4,19                      |                          |                          |
|                                                                         | Zerrin Bataray Divers gauche (Parti communiste français)               | 1 487                     | 3,38                      |                          |                          |
|                                                                         | Nadine Nicolas Debout la France                                        | 1 158                     | 2,63                      |                          |                          |
|                                                                         | Bruno Perrodin Lutte ouvrière                                          | 391                       | 0,89                      |                          |                          |
|                                                                         | Camélia Ghembaza Divers (Union populaire républicaine)                 | 341                       | 0,77                      |                          |                          |
| Source : Ministère de l'Intérieur - Septième circonscription de l'Isère |                                                                        |                           |                           |                          |                          |

#### Huitième circonscription
Député sortant : Erwann Binet (Parti socialiste).
|                                                                         |                                                                                 |                           |                           |                          |                          |
|                                                                         |                                                                                 | Premier tour 11 juin 2017 | Premier tour 11 juin 2017 | Second tour 18 juin 2017 | Second tour 18 juin 2017 |
|                                                                         |                                                                                 |                           |                           |                          |                          |
|                                                                         |                                                                                 | Nombre                    | % des inscrits            | Nombre                   | % des inscrits           |
| Inscrits                                                                | Inscrits                                                                        | 78 587                    | 100,00                    | 78 571                   | 100,00                   |
| Abstentions                                                             | Abstentions                                                                     | 41 214                    | 52,44                     | 45 894                   | 58,41                    |
| Votants                                                                 | Votants                                                                         | 37 373                    | 47,56                     | 32 677                   | 41,59                    |
|                                                                         |                                                                                 |                           | % des votants             |                          | % des votants            |
| Bulletins blancs                                                        | Bulletins blancs                                                                | 487                       | 1,30                      | 2 333                    | 7,14                     |
| Bulletins nuls                                                          | Bulletins nuls                                                                  | 515                       | 1,38                      | 766                      | 2,34                     |
| Suffrages exprimés                                                      | Suffrages exprimés                                                              | 36 371                    | 97,32                     | 29 578                   | 90,52                    |
|                                                                         |                                                                                 |                           |                           |                          |                          |
| Candidat Étiquette politique (partis et alliances)                      | Candidat Étiquette politique (partis et alliances)                              | Voix                      | % des exprimés            | Voix                     | % des exprimés           |
|                                                                         |                                                                                 |                           |                           |                          |                          |
|                                                                         | Caroline Abadie La République en marche (Mouvement démocrate)                   | 11 757                    | 32,33                     | 18 907                   | 63,92                    |
|                                                                         | Thibaut Monnier Front national                                                  | 6 966                     | 19,15                     | 10 671                   | 36,08                    |
|                                                                         | Maryline Silvestre Les Républicains (Union des démocrates et indépendants)      | 6 379                     | 17,54                     |                          |                          |
|                                                                         | Erwann Binet (député sortant) Parti socialiste                                  | 5 257                     | 14,45                     |                          |                          |
|                                                                         | Myriam Thieulent La France insoumise                                            | 3 899                     | 10,72                     |                          |                          |
|                                                                         | Éric Berger Europe Écologie Les Verts                                           | 605                       | 1,66                      |                          |                          |
|                                                                         | Michèle Durieux Écologiste (Confédération pour l'homme, l'animal et la planète) | 513                       | 1,41                      |                          |                          |
|                                                                         | Véronique Barrow Divers (Union populaire républicaine)                          | 399                       | 1,10                      |                          |                          |
|                                                                         | Jacques Lacaille Lutte ouvrière                                                 | 333                       | 0,92                      |                          |                          |
|                                                                         | Jacqueline Godard Écologiste                                                    | 263                       | 0,72                      |                          |                          |
| Source : Ministère de l'Intérieur - Huitième circonscription de l'Isère |                                                                                 |                           |                           |                          |                          |

#### Neuvième circonscription
Député sortant : Michèle Bonneton (Europe Écologie Les Verts).
|                                                                         | |                           |                           |                          |                          |
|                                                                         | | Premier tour 11 juin 2017 | Premier tour 11 juin 2017 | Second tour 18 juin 2017 | Second tour 18 juin 2017 |
|                                                                         | |                           |                           |                          |                          |
|                                                                         | | Nombre                    | % des inscrits            | Nombre                   | % des inscrits           |
| Inscrits                                                                | Inscrits | 97 184                    | 100,00                    | 97 178                   | 100,00                   |
| Abstentions                                                             | Abstentions | 49 071                    | 50,49                     | 57 758                   | 59,44                    |
| Votants                                                                 | Votants | 48 113                    | 49,51                     | 39 420                   | 40,56                    |
|                                                                         | |                           | % des votants             |                          | % des votants            |
| Bulletins blancs                                                        | Bulletins blancs                                                                                                  | 695                       | 1,44                      | 4 263                    | 10,81                    |
| Bulletins nuls                                                          | Bulletins nuls | 192                       | 0,40                      | 1 059                    | 2,69                     |
| Suffrages exprimés                                                      | Suffrages exprimés                                                                                                | 47 226                    | 98,16                     | 34 098                   | 86,50                    |
|                                                                         | |                           |                           |                          |                          |
| Candidat Étiquette politique (partis et alliances)                      | Candidat Étiquette politique (partis et alliances)                                                                | Voix                      | % des exprimés            | Voix                     | % des exprimés           |
|                                                                         | |                           |                           |                          |                          |
|                                                                         | Élodie Jacquier-Laforge Mouvement démocrate (La République en marche)                                             | 18 427                    | 39,02                     | 20 544                   | 60,25                    |
|                                                                         | Bruno Gattaz Les Républicains (Union des démocrates et indépendants)                                              | 8 034                     | 17,01                     | 13 554                   | 39,75                    |
|                                                                         | Patrick Cholat Europe Écologie Les Verts (Parti communiste français - Parti radical de gauche - Parti socialiste) | 6 490                     | 13,74                     |                          |                          |
|                                                                         | Marie-Pierre Micoud La France insoumise                                                                           | 6 253                     | 13,24                     |                          |                          |
|                                                                         | Bruno Desies Front national                                                                                       | 6 048                     | 12,81                     |                          |                          |
|                                                                         | Mickaël Julian Debout la France                                                                                   | 937                       | 1,98                      |                          |                          |
|                                                                         | Claude Detroyat Lutte ouvrière                                                                                    | 455                       | 0,96                      |                          |                          |
|                                                                         | Julien Jousset Divers (Union populaire républicaine)                                                              | 348                       | 0,74                      |                          |                          |
|                                                                         | Thibault Barge Extrême droite (Civitas)                                                                           | 234                       | 0,50                      |                          |                          |
| Source : Ministère de l'Intérieur - Neuvième circonscription de l'Isère | |                           |                           |                          |                          |

#### Dixième circonscription
Député sortant : Joëlle Huillier (Parti socialiste).
|                                                                        |                                                                            |                           |                           |                          |                          |
|                                                                        |                                                                            | Premier tour 11 juin 2017 | Premier tour 11 juin 2017 | Second tour 18 juin 2017 | Second tour 18 juin 2017 |
|                                                                        |                                                                            |                           |                           |                          |                          |
|                                                                        |                                                                            | Nombre                    | % des inscrits            | Nombre                   | % des inscrits           |
| Inscrits                                                               | Inscrits                                                                   | 93 787                    | 100,00                    | 93 761                   | 100,00                   |
| Abstentions                                                            | Abstentions                                                                | 51 414                    | 54,82                     | 56 982                   | 60,77                    |
| Votants                                                                | Votants                                                                    | 42 373                    | 45,18                     | 36 779                   | 39,23                    |
|                                                                        |                                                                            |                           | % des votants             |                          | % des votants            |
| Bulletins blancs                                                       | Bulletins blancs                                                           | 534                       | 1,26                      | 2 622                    | 7,13                     |
| Bulletins nuls                                                         | Bulletins nuls                                                             | 181                       | 0,43                      | 785                      | 2,13                     |
| Suffrages exprimés                                                     | Suffrages exprimés                                                         | 41 658                    | 98,31                     | 33 372                   | 90,74                    |
|                                                                        |                                                                            |                           |                           |                          |                          |
| Candidat Étiquette politique (partis et alliances)                     | Candidat Étiquette politique (partis et alliances)                         | Voix                      | % des exprimés            | Voix                     | % des exprimés           |
|                                                                        |                                                                            |                           |                           |                          |                          |
|                                                                        | Marjolaine Meynier-Millefert La République en marche (Mouvement démocrate) | 14 324                    | 34,38                     | 21 566                   | 64,62                    |
|                                                                        | Alain Breuil Front national                                                | 7 778                     | 18,67                     | 11 806                   | 35,38                    |
|                                                                        | Vincent Chriqui Les Républicains (Union des démocrates et indépendants)    | 6 415                     | 15,40                     |                          |                          |
|                                                                        | Thierry Monchatre-Jacquot La France insoumise                              | 4 731                     | 11,36                     |                          |                          |
|                                                                        | Joëlle Huillier (députée sortante) Parti socialiste                        | 3 923                     | 9,42                      |                          |                          |
|                                                                        | Frédéric Espinoza Europe Écologie Les Verts                                | 1 352                     | 3,25                      |                          |                          |
|                                                                        | Nicolas Monin-Veyret Debout la France                                      | 1 084                     | 2,60                      |                          |                          |
|                                                                        | Mehdi Sahraoui Parti communiste français                                   | 794                       | 1,91                      |                          |                          |
|                                                                        | Clément Bordes Lutte ouvrière                                              | 349                       | 0,84                      |                          |                          |
|                                                                        | Clément Volle Divers (Union populaire républicaine)                        | 275                       | 0,66                      |                          |                          |
|                                                                        | Vincent Gobert Divers gauche                                               | 272                       | 0,65                      |                          |                          |
|                                                                        | Valérie Eynard Écologiste (Mouvement 100 %)                                | 182                       | 0,44                      |                          |                          |
|                                                                        | Laurent Favre Divers gauche (Mouvement des progressistes)                  | 179                       | 0,43                      |                          |                          |
|                                                                        | Nourredine Bouricha Écologiste (Alliance écologiste indépendante)          | 0                         | 0,00                      |                          |                          |
| Source : Ministère de l'Intérieur - Dixième circonscription de l'Isère |                                                                            |                           |                           |                          |                          |